# Tenuipotamon purpura
Tenuipotamon purpura is een krabbensoort uit de familie van de Potamidae. De wetenschappelijke naam van de soort is voor het eerst geldig gepubliceerd in 1990 door Dai.